# Bajoterra: El regreso de las Elementales
Bajoterra: El regreso de las elementales es una película canadiense de 2014 producida por Nerd Corps Entertainment. Es la segunda película de la serie animada Bajoterra, cronológicamente se sitúa después de la primera película, Bajoterra: Maldad del más allá. La película fue estrenada el 2 de agosto de 2014 en Estados Unidos y el 21 de agosto del mismo año en Canadá.
SINOPSIS:
Tras derrotar al Dark Slinger, (quien retoma su forma original como Junjie), las babosas comienzan a tornarse malvadas.
La banda tendrá la difícil tarea de encontrar a las babosas elementales antes que Bajoterra llegue a su fin.